# Max Winkler (Politiker, 1876)

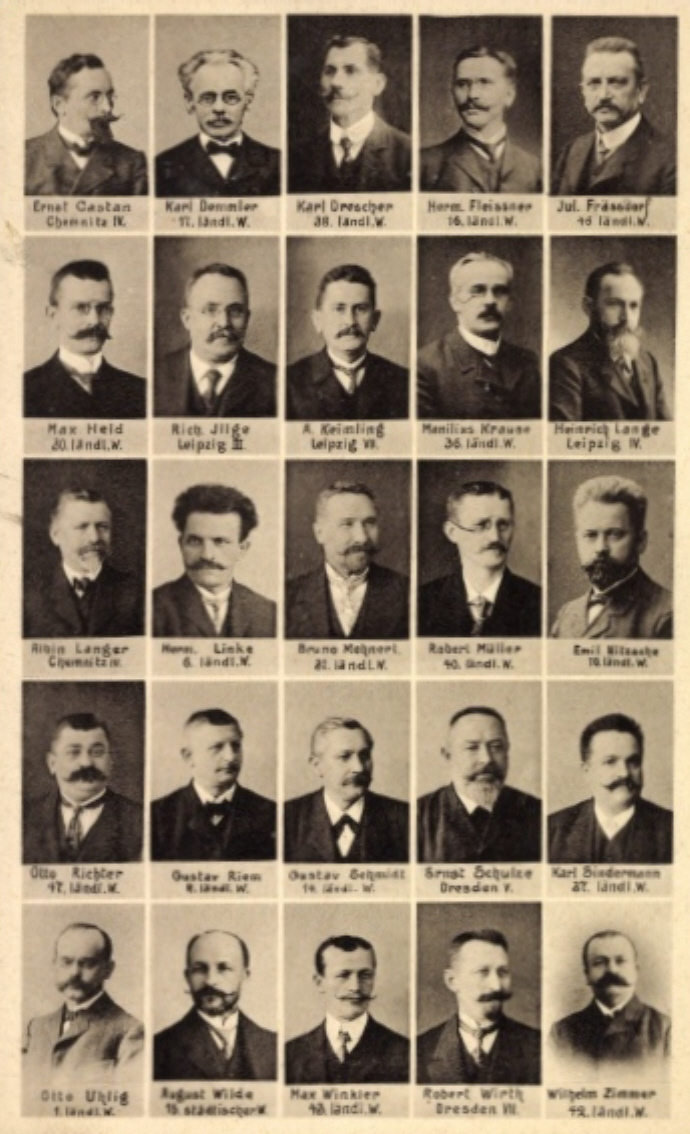
Max Winkler (untere Reihe, Mitte) und die anderen Mitglieder der sozialdemokratischen Fraktion des sächsischen Landtags, 1909

Johann Max Winkler (* 11. August 1876 in Hof; † 15. November 1946 in Dresden) war ein deutscher Politiker (SPD) und Gewerkschaftsfunktionär. Während der Weimarer Republik war er Präsident des Sächsischen Landtags.

## Leben und Wirken
Der aus dem oberfränkischen Hof stammende Winkler besuchte zunächst die Volksschule, bevor er eine Weberlehre begann und abschloss. Nachdem er 1902 der Gewerkschaft beigetreten war, fungierte er von Oktober 1906 bis 1909 als Gauleiter des Textilarbeiterverbands für das Vogtland mit Sitz in Reichenbach.  1905 wurde er Vorstandsmitglied der Reichenbacher Ortskrankenkasse in Reichenbach, war 1905/06 Arbeitervertreter in der Tarifkommission für das Vogtland und 1906/07 Vorsitzender des Aufsichtsrats des Konsumvereins Reichenbach.
Nachdem 1909 im Königreich Sachsen das Pluralwahlrecht für die II. Landtagskammer wieder eingeführt worden war, wurde er im Landtag 1909/10 als Vertreter des 43. ländlichen Wahlkreises  Abgeordneter. Bis zur Novemberrevolution 1918 behielt er dieses Mandat. In der Folge wurde er für die SPD im 3. Wahlkreis in die Sächsische Volkskammer und in den Sächsischen Landtag gewählt. Dort übernahm er 1919 bis 1922 im Präsidium das Amt des Sekretärs und 1922 bis 1926 das des Landtagspräsidenten und schied dann aus dem Landtag aus.
Von 1909 bis 1920 war Winkler Geschäftsführer des Textilarbeiterverbands in Dresden, zuletzt als Gauleiter. 1921 übernahm er das Amt des Tarifamtsleiters in Dresden-Briesnitz, das er bis 1926 ausübte. Bis 1944 wurde er als Einwohner von Briesnitz in den Dresdner Adressbüchern geführt.